# Hossein Tabatabai Borujerdi
Hossein Tabatabai Boroudjerdi (en persan : حسین طباطبایی بروجردی), né le 23 mars 1875 à Boroudjerd et mort le 30 mars 1961 à Qom, est un religieux chiite duodécimain iranien.

## Biographie
Hossein Tabatabai Boroudjerdi porte le titre de seyyed, c'est-à-dire qu'il se réclame comme un descendant de Mahomet.
Docteur en théologie et en droit islamique, Boroudjerdi est l'une des figures emblématiques de la prestigieuse École de théologie de Qom en Iran. Il obtient le titre de grand ayatollah. Pendant cinquante ans, il y occupe une chaire professorale réservée aux études juridico-théologiques. Ses œuvres figurent encore parmi les classiques des facultés de théologie et de droit. Contrairement à Rouhollah Khomeini, qui est son élève, il se gardait de s'immiscer dans la politique.
Bordoudjerdi a aussi eu Ali Khamenei comme disciple.